# Rasmus Seebach
Rasmus Seebach (* 28. ožujka 1980.) danski je kantautor i glazbeni producent. Debutantska mu je u travnju 2009. bila pjesma Angel.

## Diskografija

### Albumi
als G-Bach
- 1999: Skakmat

solo
- 2009: Rasmus Seebach

## Vanjske poveznice
- Webstranica rasmusseebach.dk